# Cantone di L'Aigle-Ovest
Il Cantone di L'Aigle-Ovest era una divisione amministrativa dell'arrondissement di Mortagne-au-Perche.
È stato soppresso a seguito della riforma complessiva dei cantoni del 2014, che è entrata in vigore con le elezioni dipartimentali del 2015.
Comprendeva parte della città di L'Aigle e i comuni di:
- Aube
- Beaufai
- Écorcei
- Rai
- Saint-Symphorien-des-Bruyères